# Новак, Эдуард
Эдуард Новак (чеш. Eduard Novák, 27 ноября 1946, Буштеград, Чехословакия — 21 октября 2010) — чехословацкий хоккеист, нападающий, двукратный призёр зимних Олимпийских игр.

## Спортивная карьера
- 1963—1965 и 1967—1980 — в «Польди СОНП» (Кладно),
- 1965—1966 — в «Дукла» (Кошице),
- 1966—1967 — в «Дукла» (Писек),
- 1980—1981 — в ТЕ (Готвальдов).

В чемпионатах Чехословакии — 360 матчей, 306 голов.
- 1981—1982 — в «Клагенфуртер АЦ» (Австрия),
- 1982—1984 — в «Фурукава Денко» (Япония),
- 1984—1985 — в «Дуйсбургер СЦ» (ФРГ).

За сборную провёл 113 международных игр, в которых забил 48 шайб. Участник чемпионатов мира и Европы 1971 и 1975—1977 (24 матча, 17 голов), Зимних Олимпийских игр 1972 и 1976 (8 матчей, 6 голов).
По завершении карьеры игрока — на тренерской работе, возглавлял «Польди» (Кладно), «Шкоду» (Пльзень), ХК «Злин», в последние годы руководил хоккейной школой в Марианске-Лазне.

## Награды и достижения
- Чемпион мира и Европы 1976, 1977
- Чемпион Европы 1971
- Серебряный призер чемпионата мира 1971
- Серебряный призер чемпионата мира и Европы 1975
- Пятикратный чемпион Чехословакии (1975—1978, 1980)
- Обладатель Кубка Европейских Чемпионов (1977)
- Член Зала славы чешского хоккея (с апреля 2010)